# Hứa Tĩnh
Hứa Tĩnh (giản thể: 许靖; phồn thể: 許靖; bính âm: Xǔ Jìng; ?-222), tên tự là Văn Hưu (文休), là đại thần cuối thời Đông Hán, công thần khai quốc nhà Quý Hán thời Tam Quốc trong lịch sử Trung Quốc. Trước khi trở thành đại thần Thục Hán, ông từng lưu lạc ở nhiều nơi, trong đó có miền Bắc Việt Nam hiện nay.

## Lưu lạc
Hứa Tĩnh là người huyện Bình Dư, quận Nhữ Nam thuộc Dự châu. Ông là anh họ của danh sĩ Hứa Thiệu – người đã xem tướng mạo và dự đoán về tiền đồ của Tào Tháo khi Tào Tháo còn trẻ.
Hứa Tĩnh và Hứa Thiệu đương thời đều là người có tiếng trong các danh sĩ, thích bình phẩm mọi người trong làng, mỗi tháng đều thay nhau đưa ra chủ đề bình phẩm. Do đó người trong quận Nhữ Nam có tục bình luận vào đầu tháng, nhiều người có hy vọng qua sự bình phẩm của anh em Hứa Tĩnh và Hứa Thiệu để trở nên nổi tiếng.
Thời Hán Linh Đế, Hứa Tĩnh làm Thượng thư lang ở Lạc Dương. Sang thời Hán Thiếu Đế, Đổng Trác lên nắm quyền, dùng Chu Bí ở Hán Dương làm Lại bộ thượng thư, cùng với Hứa Tĩnh trù hoạch lựa chọn đường tiến thoái cho kẻ sĩ trong thiên hạ, gạt bỏ những kẻ xấu xa gian ác, vinh danh đề bạt ẩn sĩ hiền năng. Ông và Chu Bí tiến cử Tuân Sảng, Hàn Dung, Trần Kỷ ở Dĩnh Xuyên dùng và các chức công, khanh, quận thú, đề cử Thượng thư Hàn Phức làm Ký châu mục, Thị trung Lưu Đại làm Thứ sử Duyện châu, Trương Tư ở Dĩnh Xuyên làm Thái thú Nam Dương, Khổng Trụ ở Trần Lưu làm Thứ sử Dự châu, Trương Mạc ở Đông Quận làm Thái thú Trần Lưu.
Sau đó ông được đổi làm Thái thú Ba quận, nhưng ông không theo nên lại bổ nhiệm làm Ngự sử trung thừa. Trong những người do Chu Bí và Hứa Tĩnh tiến cử, Hàn Phức, Trương Mạc theo liên minh của Viên Thiệu khởi binh chống Đổng Trác. Đổng Trác tức giận, quát mắng Chu Bí rồi sai bắt ra chém ở bên ngoài. Cùng lúc, anh họ Hứa Tĩnh là Trần Tương Sướng (cha của Trần Chi) lại hợp mưu với Khổng Trụ cùng chống Đổng Trác. Hứa Tĩnh lo sợ bị Đổng Trác giết, bèn bỏ chạy trốn đến chỗ Khổng Trụ ở nước Trần.
Khổng Trụ qua đời, Hứa Tĩnh chạy đến Thọ Xuân theo Thứ sử Dương châu là Trần Vĩ. Trần Vĩ qua đời, Dương châu xảy ra loạn lạc (tranh chấp giữa Viên Thiệu, Viên Thuật rồi giữa Tôn Sách và Lưu Do), Hứa Tĩnh đến Cối Kê theo thái thú Vương Lãng (người dưới quyền Lưu Do, đều do triều đình Trường An của Lý Thôi bổ nhiệm), vốn là một người bạn cũ. Tại đây ông gặp Đô úy Ngô quận là Hứa Cống vừa bị Tôn Sách đánh bại chạy tới.
Trong thời gian ở Cối Kê, Hứa Tĩnh lại thu nhận cứu giúp họ hàng làng xóm, gánh vác việc an ủi cấp dưỡng, tỏ ra là người nhân hậu.
Không lâu sau Tôn Sách tiếp tục bình định Giang Đông, đánh vào Cối Kê. Vương Lãng thua chạy đến Đông Dã, còn Hứa Tĩnh chạy xa hơn, sang tận Giao châu (Việt Nam). Trong khi chạy trốn, Hứa Tĩnh tự mình ngồi giữ ở bến sông, trước tiên nâng đỡ những người nương tựa cùng theo, thân sơ hết thảy lên đã lên đường rồi mới đi. Đương thời ai trông thấy cũng khen ngợi ông. Thái thú quận Giao Chỉ (thuộc Giao châu, tương đương Bắc Bộ Việt Nam hiện nay) là Sĩ Nhiếp gặp và trọng đãi ông.
Tào Tháo nắm Hán Hiến Đế ở Hứa Xương, sai người đến Giao châu mời Hứa Tĩnh về giúp mình. Nhưng Hứa Tĩnh từ chối, ông viết một lá thư gửi Tào Tháo, khuyên Tào Tháo làm trung thần nhà Hán.

## Phục vụ chính quyền Tây Xuyên
Sau đó ông nhận được lời mời của châu mục Ích châu là Lưu Chương. Hứa Tĩnh từ Giao châu sang Ích châu theo Lưu Chương. Ông lần lượt giữ các chức vụ Thái thú Ba quận, Thái thú Quảng Hán và Thái thú Thục quận.
Năm 215, Lưu Bị thu phục Ích châu, Hứa Tĩnh muốn lén mở cửa thành đầu hàng, nhưng kế hoạch bị lộ. Tuy nhiên Lưu Chương cũng bỏ qua không trị tội ông.
Vì việc Hứa Tĩnh không trung thành với chủ cũ, Lưu Bị bất tín nhiệm ông. Nhưng sau đó nhờ có Pháp Chính tiến cử ông với Lưu Bị, Lưu Bị phong ông làm Trưởng sử phủ Tả tướng quân.
Năm 219, Lưu Bị xưng làm Hán Trung vương, Hứa Tĩnh được thăng làm Thái phó. Năm 221, Lưu Bị xưng làm hoàng đế, Hứa Tĩnh được phong làm Tư đồ.
Hứa Tĩnh yêu quý các nhân sĩ, dù tuổi cao nhưng vẫn thường khuyên bảo những nhân sĩ trẻ tuổi, cùng nhau đàm luận rất nhiều.
Năm 222, Hứa Tĩnh qua đời, không rõ ông bao nhiêu tuổi. Theo Tam quốc chí, Thục chí, Hứa Tĩnh truyện, lúc đó Hứa Tĩnh ngoài 70 tuổi.

## Gia đình
Con Hứa Tĩnh là Hứa Khâm (许钦), mất trước ông. Con Hứa Khâm là Hứa Du (许游), trong những năm niên hiệu Cảnh Diệu (258-262) nhà Hán làm Thượng thư.

## Trong văn hóa
Hứa Tĩnh trong tiểu thuyết Tam quốc diễn nghĩa của La Quán Trung được nhắc đến rất ít, khi Lưu Bị vào Tây Xuyên và được tiến cử vào bộ máy cai trị mới.